# Le Moléson
 (septembre 2016).
Si vous disposez d'ouvrages ou d'articles de référence ou si vous connaissez des sites web de qualité traitant du thème abordé ici, merci de compléter l'article en donnant les références utiles à sa vérifiabilité et en les liant à la section « Notes et références ».
Le Moléson est un sommet des Préalpes fribourgeoises culminant à 2 002 mètres d'altitude. Il est situé dans le canton de Fribourg, non loin de Bulle et de Gruyères.

## Toponymie

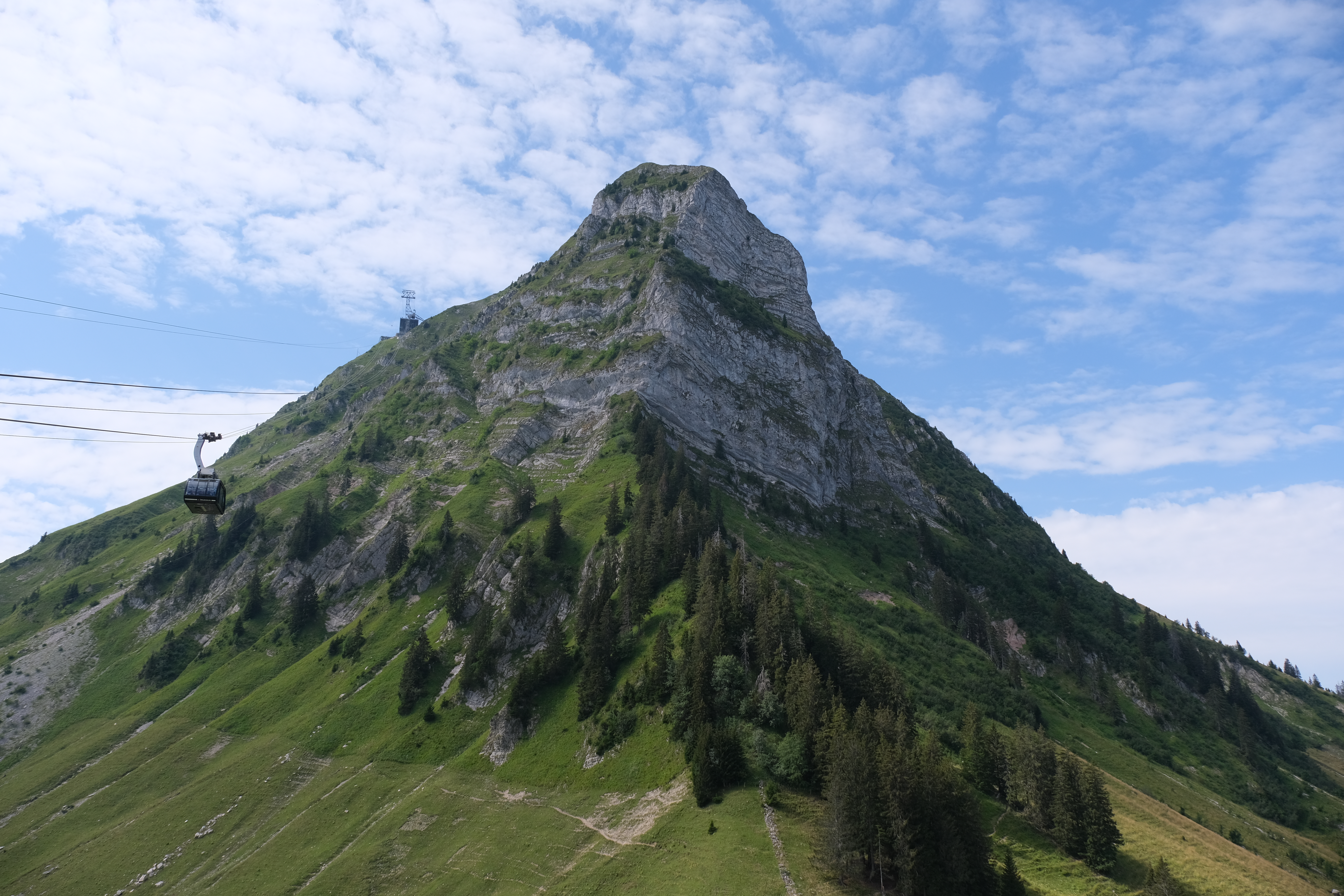
Vue du Moléson.

L'origine du nom « Moléson » est incertaine et a fait l'objet de plusieurs interprétations. Selon Paul Aebischer, ce nom est attesté en 1228 sous la forme « Moleisun », ainsi qu'en 1237 et 1247 « Moleyson ». Cet auteur propose une origine à partir du gaulois « molatia », signifiant « mélèze » ; le nom aurait ainsi été tiré d'une forêt de mélèzes en contrebas du Moléson.
Henri Jaccard cite quant à lui le professeur Jean Bonnard, selon lequel « Moléson » viendrait de l'ancien français « moloise », qui au XVe siècle désigne un pré humide, selon un diminutif de la forme « molèse ». Le nom coïnciderait ainsi avec le fait que les bases du Moléson se constituaient de prairies humides, voir marécageuses,. Georges Wipf, en reprenant cette théorie, explique que la désinence « -on » est appliquée à « molèse » selon une origine préceltique souvent utilisée pour des montagnes.
Les auteurs Gilbert Künsi et Charles Kraege pensent quant à eux que l'étymologie de « Moléson » vient de « mola summum », désignant le sommet d'une butte ou d'une montagne sous la forme « moles son ». Selon Maurice Bossard, cette théorie a du sens car « summum » peut devenir « son » s'il précède certains noms.

## Géographie

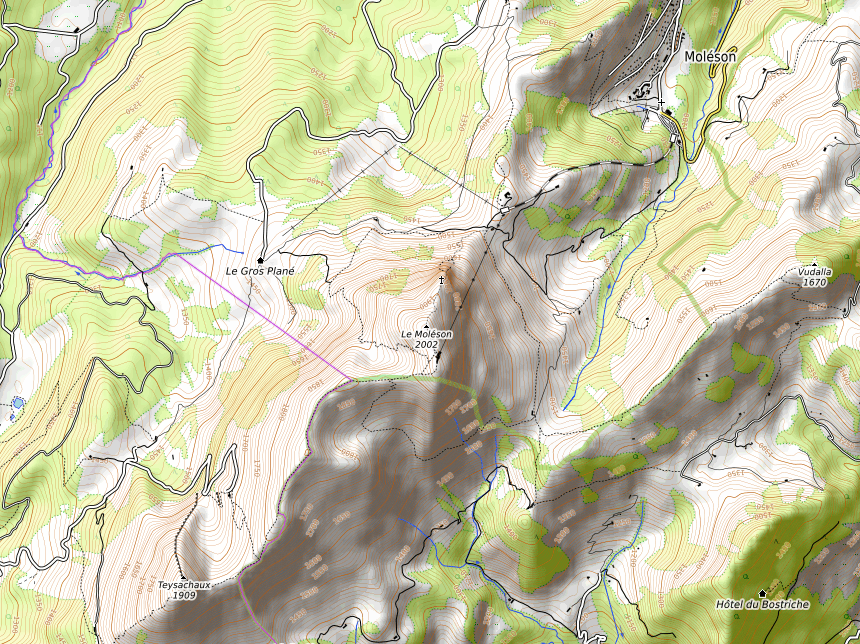
Carte topographique.

Sommet des Préalpes fribourgeoises, le Moléson est l'extrémité septentrionale d'une ligne de crêtes axée nord-sud. Cette ligne de crêtes constitue les dernières élévations notables entre les Alpes bernoises et le Plateau suisse. Sur l'est du Moléson se trouve la vallée de la Sarine. Sur l'ouest, deux petits sommets descendent vers le plateau et le cours de la Broye : le Niremont à l'ouest et les Alpettes au nord-ouest. Au sud-ouest, le Moléson se prolonge par un autre sommet : le Teysachaux (1 909 mètres d'altitude).

### Climat
| Mois                                | jan. | fév. | mars | avril | mai  | juin | jui. | août | sep. | oct. | nov. | déc. | année |
| ----------------------------------- | ---- | ---- | ---- | ----- | ---- | ---- | ---- | ---- | ---- | ---- | ---- | ---- | ----- |
| Température minimale moyenne (°C)   | −5,7 | −6,2 | −4,8 | −2,4  | 2    | 5    | 7,4  | 7,5  | 4,8  | 2,2  | −2,6 | −4,9 | −0,2  |
| Température moyenne (°C)            | −2,9 | −3,4 | −2   | 0,3   | 4,7  | 7,9  | 10,5 | 10,4 | 7,5  | 4,9  | 0,1  | −2   | 3     |
| Température maximale moyenne (°C)   | 0,1  | −0,4 | 0,9  | 3,3   | 8,1  | 11,5 | 14,3 | 14,1 | 10,8 | 8,2  | 3,2  | 1,1  | 6,3   |
| Ensoleillement (h)                  | 129  | 134  | 146  | 151   | 153  | 166  | 194  | 187  | 164  | 158  | 124  | 112  | 1 819 |
| Précipitations (mm)                 | 38   | 44   | 57   | 67    | 105  | 103  | 112  | 124  | 95   | 74   | 55   | 53   | 929   |
| Nombre de jours avec précipitations | 8,1  | 7,6  | 10,5 | 10,3  | 13,4 | 12,6 | 11   | 11,6 | 10,1 | 9,8  | 8,5  | 9,2  | 122,7 |
| Humidité relative (%)               | 65   | 68   | 75   | 80    | 82   | 83   | 81   | 80   | 80   | 72   | 69   | 66   | 75    |

| Diagramme climatique                                  |            |           |           |         |          |            |            |           |          |           |           |
| J                                                     | F          | M         | A         | M       | J        | J          | A          | S         | O        | N         | D         |
| 0,1−5,738                                             | −0,4−6,244 | 0,9−4,857 | 3,3−2,467 | 8,12105 | 11,55103 | 14,37,4112 | 14,17,5124 | 10,84,895 | 8,22,274 | 3,2−2,655 | 1,1−4,953 |
| Moyennes : • Temp. maxi et mini °C • Précipitation mm |            |           |           |         |          |            |            |           |          |           |           |

## Histoire

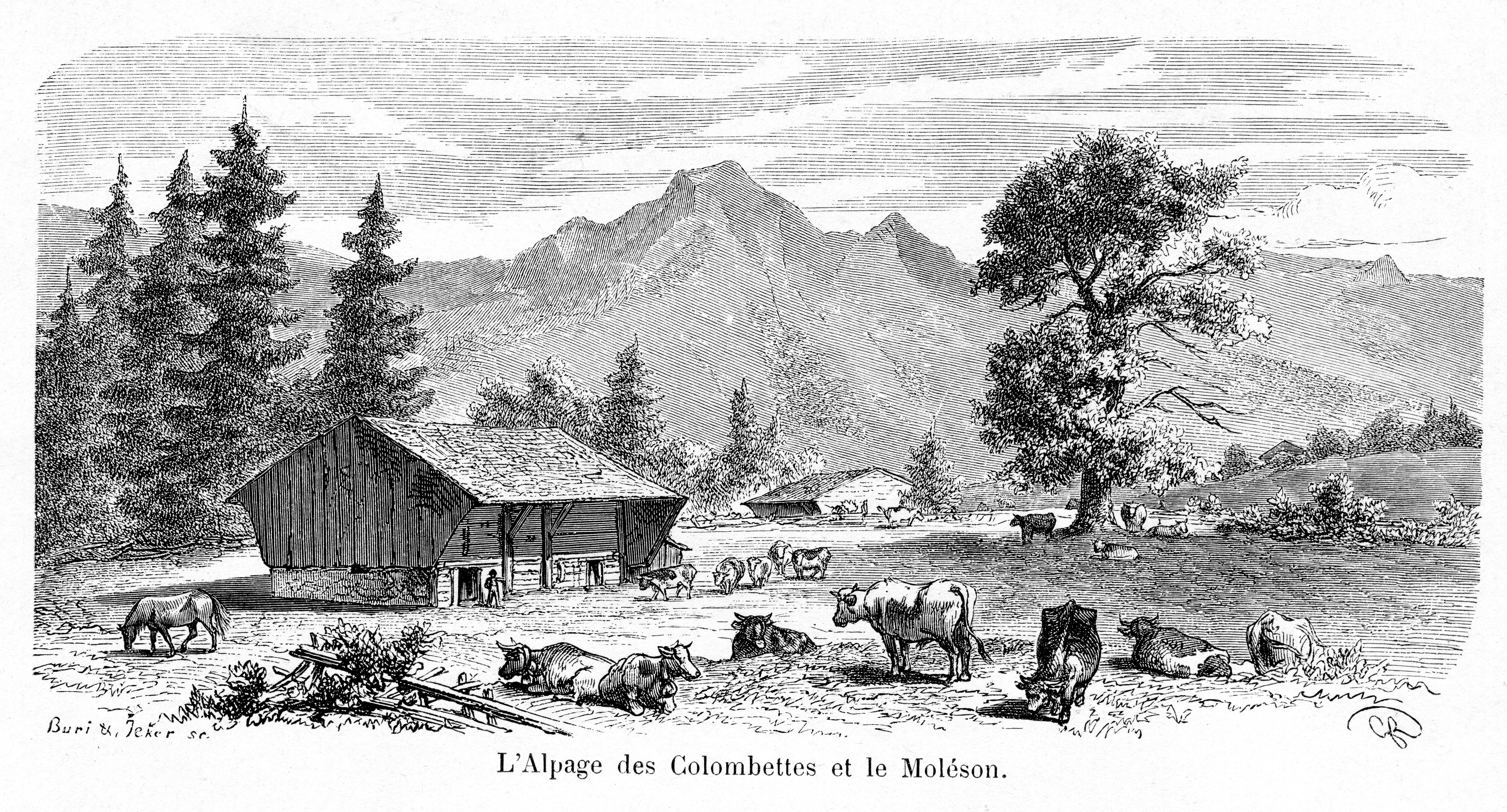
L'Alpage des Colombettes et le Moléson, par Gustave Roux, 1869

L'attrait pour le Moléson naît à la fin du XVIIIe siècle avec l'engouement des élites européennes pour les Alpes et leur nature grandiose. Mentionné, visité, chanté et régulièrement décrit par les auteurs fribourgeois, le Moléson se popularise au cours du XIXe siècle : plus qu'une simple montagne, il devient l'image symbolique de la Gruyère et du Fribourg. Dès 1870, on veut faire du Moléson le lieu touristique par excellence du canton, mais les projets d'hôtel et de chemin de fer (1905-1908) se heurtent aux défenseurs du patrimoine culturel alpin, relayés par le Heimatschutz. Durant la première moitié du XXe siècle, le Moléson incarne l'image d'une montagne préservée, miroir de la Suisse authentique. Au lendemain de la Seconde Guerre mondiale, l'essor du tourisme de masse et la volonté de développement économique donnent naissance à une infrastructure moderne : téléphérique et remontées mécaniques dès 1960, village de vacances de Moléson-sur-Gruyères construit au pied de la montagne en 1980 et relié à Plan-Francey par un funiculaire en 1998.

## Activités

### Tourisme estival

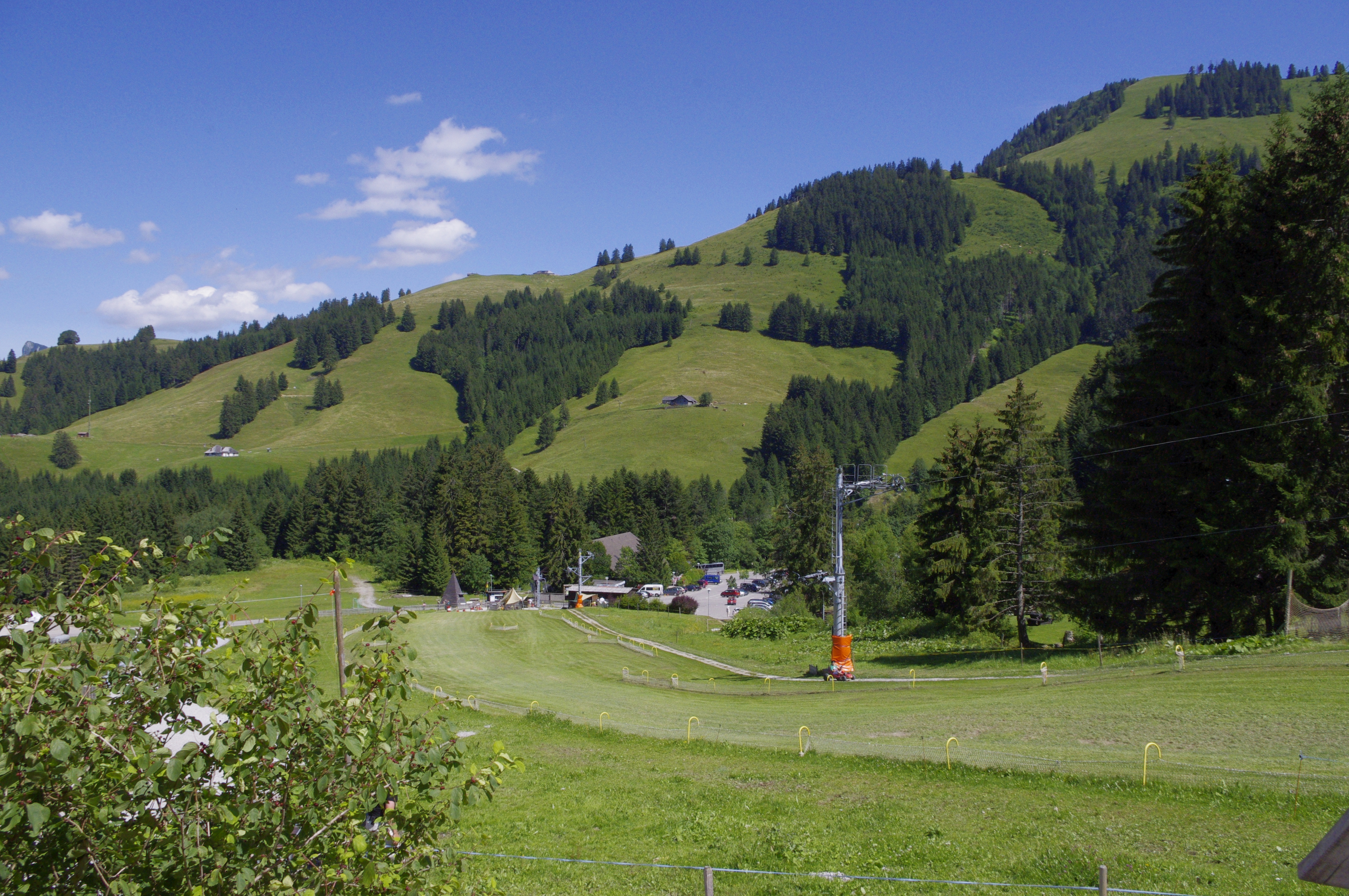
L'arrivée de la piste de dévalkart à Moléson-Village

Station de sports d'hiver, on y pratique traditionnellement de nombreuses activités sportives estivales : parapente, VTT, dévalkart, trottinerbe, randonnées, minigolf, tir à l'arc, via ferrata, etc.
On y trouve aussi une piste de luge d'été et une fromagerie d'alpage du XVIIe siècle.
Paradoxalement, c'est en été que la station réalise son meilleur chiffre d'affaires. Cela est principalement dû à la proximité de la cité féodale de Gruyères, très prisée par les touristes.
Chaque année, le sommet accueille l'arrivée de la course Neirivue-Moléson.

### Funiculaire
Depuis 1998, un funiculaire de 90 places remplace une télécabine. Construit par Von Roll, il permet de relier Moléson-Village (1 109,5 m) à Plan Francey (1 520,5 m) en parcourant une longueur de 1 364 mètres avec une vitesse de 10 m/s. À Plan Francey, un téléphérique de 60 places, reconstruit en 2011, prend le relais, pour emmener les passagers au sommet du Moléson.

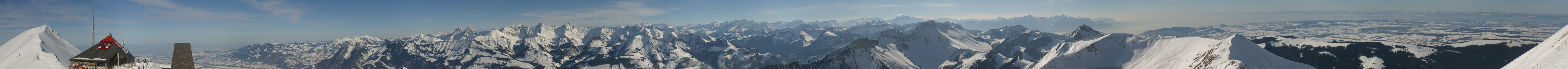
Panorama depuis le Moléson

### Domaine skiable
La piste noire qui part du sommet est de loin la plus longue et la plus intéressante du domaine skiable. Non damée sur sa quasi-intégralité, et par endroits très étroite voire avec une très faible épaisseur de neige du fait de sa forte exposition au soleil, elle est à réserver aux skieurs de bon niveau. L'ouverture du sommet est fortement aléatoire, que ce soit selon la force du vent – le téléphérique n'ouvre alors pas – et le niveau d'enneigement – souvent directement dépendant de la faible hauteur des pistes et de leur exposition. Le reste du domaine est constitué de pistes nettement plus faciles, relativement larges, offrant un domaine particulièrement adapté aux skieurs débutants. Un téléski pour débutants est implanté directement dans la station, au niveau du vaste parking.
La saison hivernale commence généralement à la mi-décembre, et se finit courant mars. En période estivale, le funiculaire et le téléphérique fonctionnent de fin mai à début novembre.
Une piste de luge de 4 km relie Plan-Francey au village, à l'écart du domaine skiable. Près de 8 km de sentiers sont aménagés pour la pratique de la raquette.

## Culture
Le poète suisse Ignace Baron a glorifié le Moléson et l'armailli, figure populaire des montagnes suisses, dans ses poèmes et notamment L'Armailli du Moléson, mis en musique par Casimir Meister et chanté par l'Abbé Bovet.
Le Moléson fait partie des montagnes qui apparaissent sur la photo officielle de 2024 du Conseil fédéral.

## Éponymie
L'astéroïde (221712) Moléson porte son nom.